# Carol Nogueira
Caroline Nogueira, mais conhecida como Carol Nogueira (Belém, Pará, 1981) é uma jornalista brasileira. Trabalhou para o canal RBA TV, onde foi repórter e apresentadora do Jornal RBA. No Grupo Bandeirantes, foi repórter e âncora do Jornal BandNews: 2ª Edição, para o canal pago de notícias BandNews TV; e apresentadora eventual do Jornal da Band e Jornal da Noite, do canal aberto Band. Desde 2020, Nogueira trabalha para o canal de notícias CNN Brasil.

## Formação
Nogueira se formou em jornalismo em 2008 pela Universidade da Amazônia (UNAMA).

## Carreira
Nogueira foi contratada pelo Grupo Bandeirantes em 2008. Era considerada um dos principais nomes da BandNews.
No dia 28 de janeiro de 2020, a CNN Brasil anunciou a contratação de Nogueira para o quadro da emissora, que iniciaria transmissões em março daquele ano. A decisão de deixar a Band foi comunicada pessoalmente ao presidente da emissora, Johnny Saad, que tentou reverter a situação, sem êxito.
Em 2020, o CNN 360°, na época apresentado por Nogueira, foi vencedor do Prêmio Notícias da TV na categoria 'telejornal ou programa jornalístico'.
Em fevereiro de 2022, quando a CNN Brasil anunciou uma grande reformulação em sua programação para comemorar os dois anos do canal, Carol passou a apresentar o Agora CNN.

### Filmografia
| Ano           | Título          | Cargo         | Emissora          |
| ------------- | --------------- | ------------- | ----------------- |
| 2006-08       | Jornal RBA      | Apresentadora | RBA TV            |
| 2008-19       | Jornal BandNews | Apresentadora | BandNews TV       |
| 2010-19       | Jornal da Band  | Repórter      | Band São Paulo    |
| 2019          | Jornal da Noite | Apresentadora | Rede Bandeirantes |
| 2020          | Expresso CNN    | Apresentadora | CNN Brasil        |
| 2020          | CNN Novo Dia    | Apresentadora | CNN Brasil        |
| 2020          | CNN 360°        | Apresentadora | CNN Brasil        |
| 2020-22       | Jornal da CNN   | Apresentadora | CNN Brasil        |
| 2021          | O Grande Debate | Apresentadora | CNN Brasil        |
| 2022-presente | Agora CNN       | Apresentadora | CNN Brasil        |